# Marche (provincia)
La Marche es una región histórica y cultural francesa, correspondiente a una antigua provincia cuya capital fue Guéret. Correspondía al actual departamento de Creuse, excepto Boussac y sus alrededores, que eran parte del Berry. La Marche también reagrupaba a una gran parte de la Alto Vienne, en el distrito de Bellac y algunas parroquias de los departamentos de Indre, Vienne y Charente. La mayor parte de la Marche es ahora parte de la región de Limosín.
La Marche fue también un condado que comprendía un área que corresponde al departamento de Creuse, al distrito de Bellac en Haute-Vienne, y algunas comunas de los departamentos de Vienne y de Charente.

## Historia

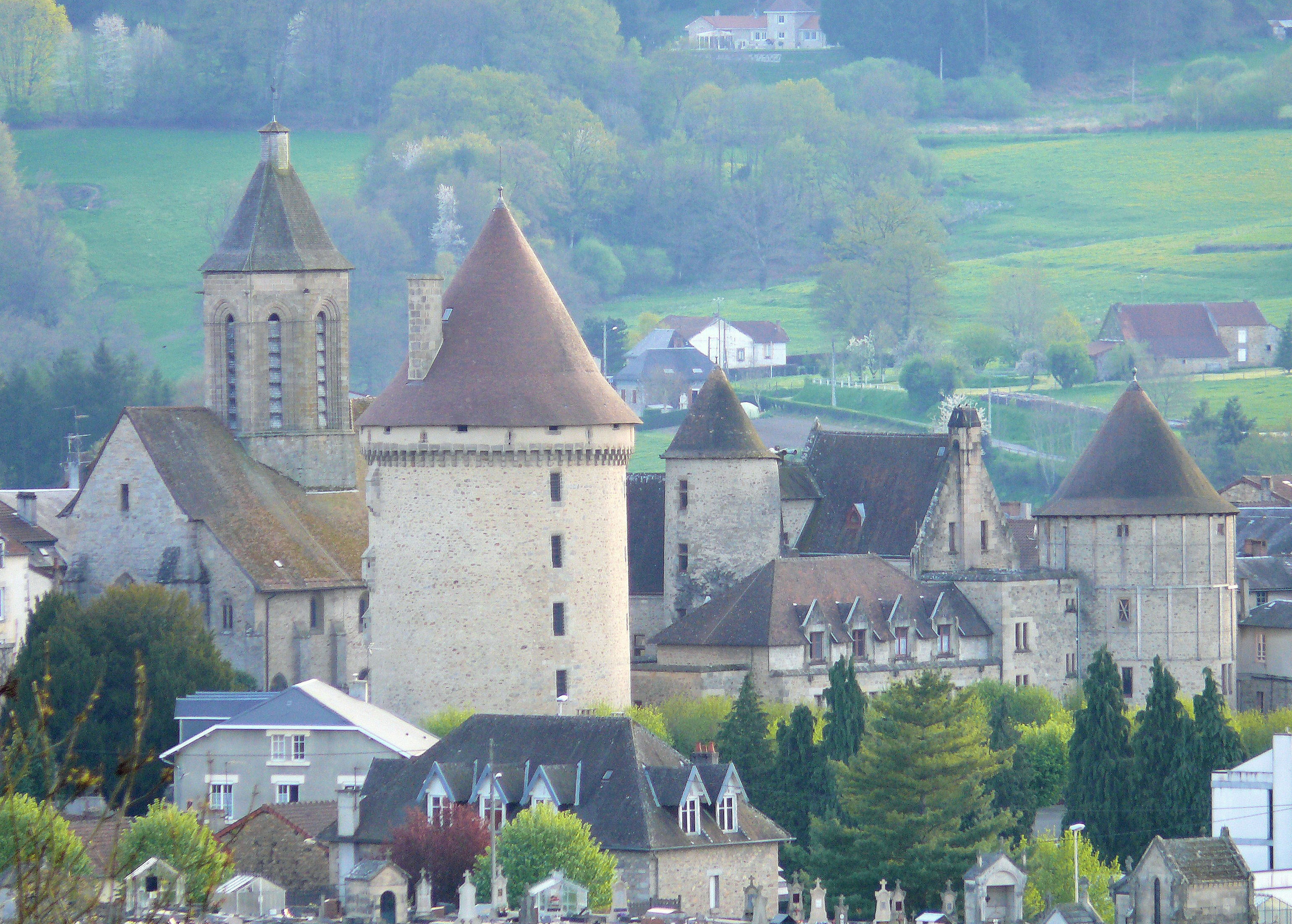
Bourganeuf.

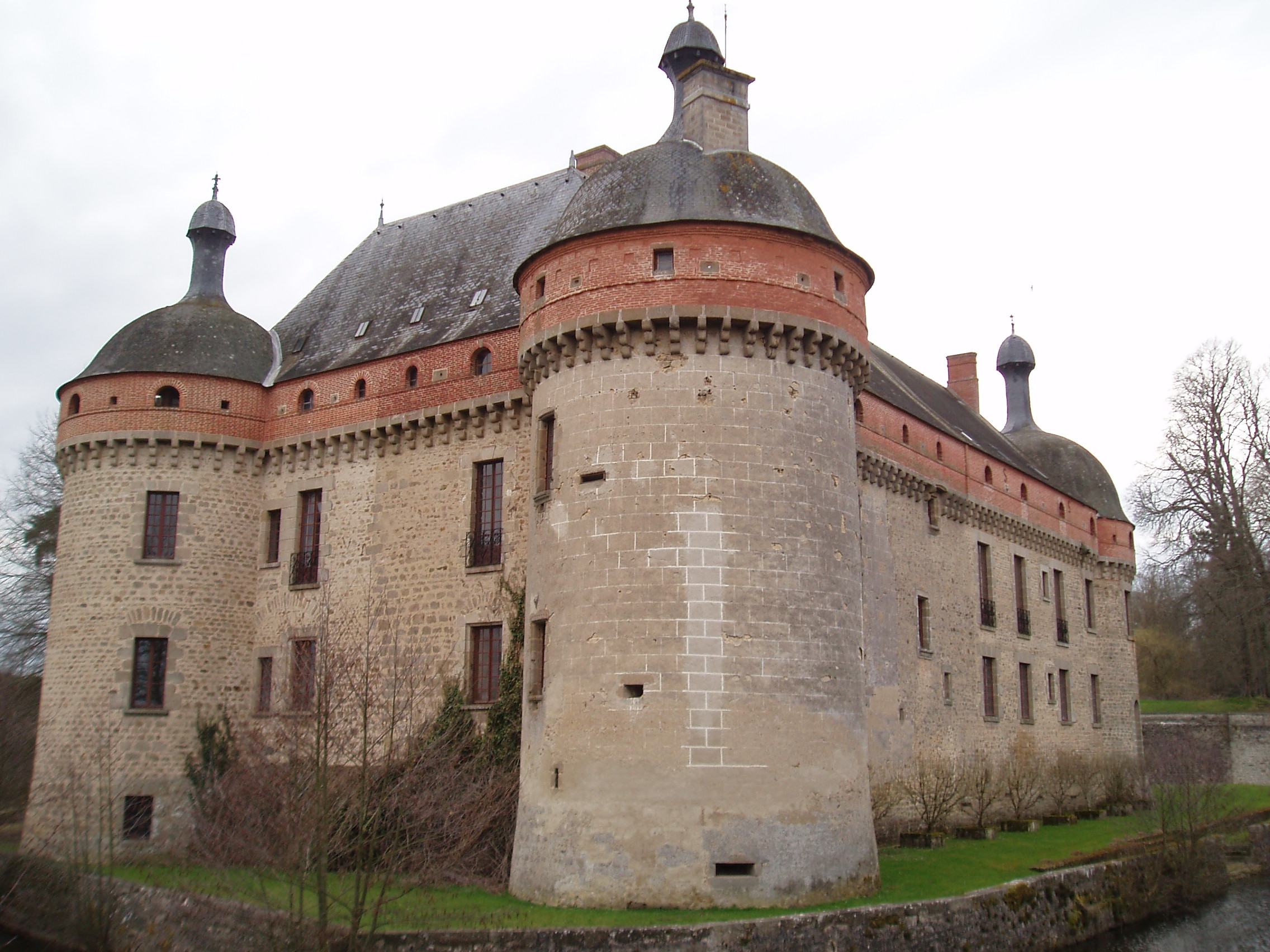
El château de Saint-Germain-Beaupré, residencia de los marqueses Foucault de Saint Germain Beaupré, gobernantes de la Marche de 1630 a 1752.

Este territorio fue separado en el siglo X de la provincia del Limousin para luchar contra los normandos. Luego fue dividido en feudos con límites cambiantes: Haute Marche (en torno a Guéret), vizconde de Bridiers (La Souterraine), Basse Marche  (alrededor del Dorat).
El nombre de marca designa una zona intermedia entre dos territorios. El condado la Marche hacía de transición entre las posesiones de los condes de Poitou, los duques de Aquitania y los del rey de Francia. El condado de la Marche nació probablemente entre 955 y 958. En virtud de la autoridad de Boson I, llamado el Viejo, hijo de Sulpice, señor de Charroux.
La provincia pasó luego a la casa de Montgomery y después a la de Lusignan en 1199. Anexionada a la corona de Francia por Felipe el Hermoso, regresó a Carlos IV el Hermoso en 1309 y se convirtió en un ducado-nobleza en 1317. En 1327 fue intercambiada por el condado de Clermont-en-Beauvaisis. A continuación, regresó a los Borbones y en 1527 Francisco I lo confiscó. Después de unos apanages, se unió permanentemente al dominio real en torno a 1531 y gobernado por los Foucault de Saint Germain-Beaupré entre 1630 y 1752. La sucesión de los condes de la Marche hasta el siglo XIV es a menudo difícil de determinar, faltos de documentos irrefutables.
En el seno mismo del condado se distinguían la Basse Marche, alrededor de Dorat, y la Haute Marche, alrededor de Guéret. La Marche formaba una estrecha entidad tendido sobre unos ochenta kilómetros de distancia. Los condados vecinos eran los siguientes:
- al este: el condado de Auvernia y el señorío de Bourbon-Archambault, después el ducado de Borbón a partir del siglo XIV.
- al oeste: el condado de Poitiers, después el Poitou.
- al suroeste: el Angoumois en el siglo XIV y XV.
- al norte: primero el señorío de Déols, después el ducado de Berry y finalmente el Berry en el dominio real francés.
- al sur: el vizcondado de Limoges.

Guéret, Bellegarde, Bourganeuf y Bellac han formado en ella las elecciones (circunscripciones financieras); las dos primeros en la generalidad de Moulins, las dos últimos en la generalidad de Limoges.
La Marche ha dado nacimiento principalmente al departamento de Creuse y a una parte del departamento de Haute-Vienne (Bellac).

## Cultura y tradiciones

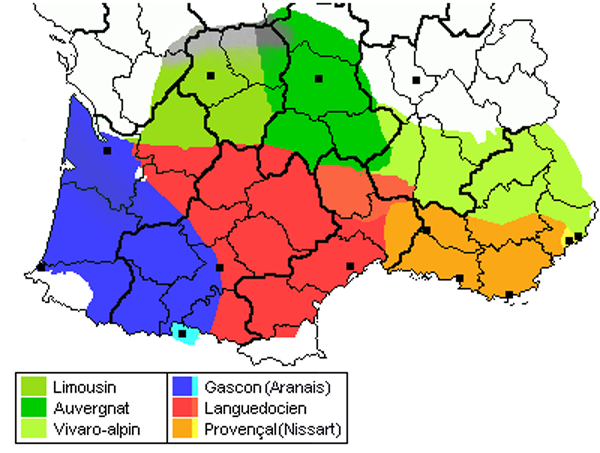
El marchois, en gris, se encuentra en el límite norte de la zona del occitano.

En la Marche se habla un dialecto emparentado con el occitano, intermediario entre el limousin y la langue d'oil. Se le llamaba marchois. Su área geográfica se corresponde más o menos con la provincia histórica.